# Coup de pied bas
Le coup de pied bas, connu sous la dénomination anglaise de low-kick, est une technique de jambe utilisée dans certaines boxes pieds-poings (boxe birmane, kick-boxing, muay thaï ou Boxe Française) et dans certains arts martiaux qui consiste à porter un coup de pied dans le membre inférieur de l'adversaire (cuisse ou mollet). Suivant la réglementation sportive, il peut être porté à l'extérieur et/ou à l'intérieur de la jambe voire avec le tibia.
En combat de plein-contact (dit au K.O. system), il permet de fragiliser les membres inférieurs adverses (capacité à utiliser ses jambes c’est-à-dire la diminution de la dextérité, stabilité et mobilité).
En matière de frappe dans les jambes, différents coups de pied coexistent notamment dans les boxes du Sud-Est asiatique (boxe birmane, boxe laotienne, boxe thaïe et boxe vietnamienne) ainsi que dans les pratiques du Benelux (savate luxembourgeoise notamment). Nous trouvons : 
- boxe anglaise ou francaise
- le semi-circulaire (semicircular-kick)
- le balancé oblique (stick-kick, crescent-kick)
- le direct de sorte pistonné (front-kick et side-kick)
- le crocheté (hook-kick)
- le retombant (hammer-kick, axe-kick).

En kick-boxing américain ou japonais, ce type de coup de pied ne peut être que « circulaire » ou « semi-circulaire » d'après le règlement international. En outre pour les titres professionnels, les coups de pied dans l’axe direct sont autorisés par certaines fédérations internationales.
En Boxe Française ou Savate, dans la codification technique, l’expression « coup de pied bas » désigne un tout autre coup de pied. Le « coup de pied bas » de frappe ou de balayage est une technique de type balancée jambe tendue à partir de la hanche ; et qui peut atteindre les cibles en dessous du genou. En outre, les autres formes de frappe sont autorisées sur le membre inférieur à condition qu’elles respectent le principe de frappe (notamment le « groupé caractéristique » avant frappe). Le « fouetté bas » (circulaire avec le genou) correspond approximativement au low-kick circulaire des autres disciplines.

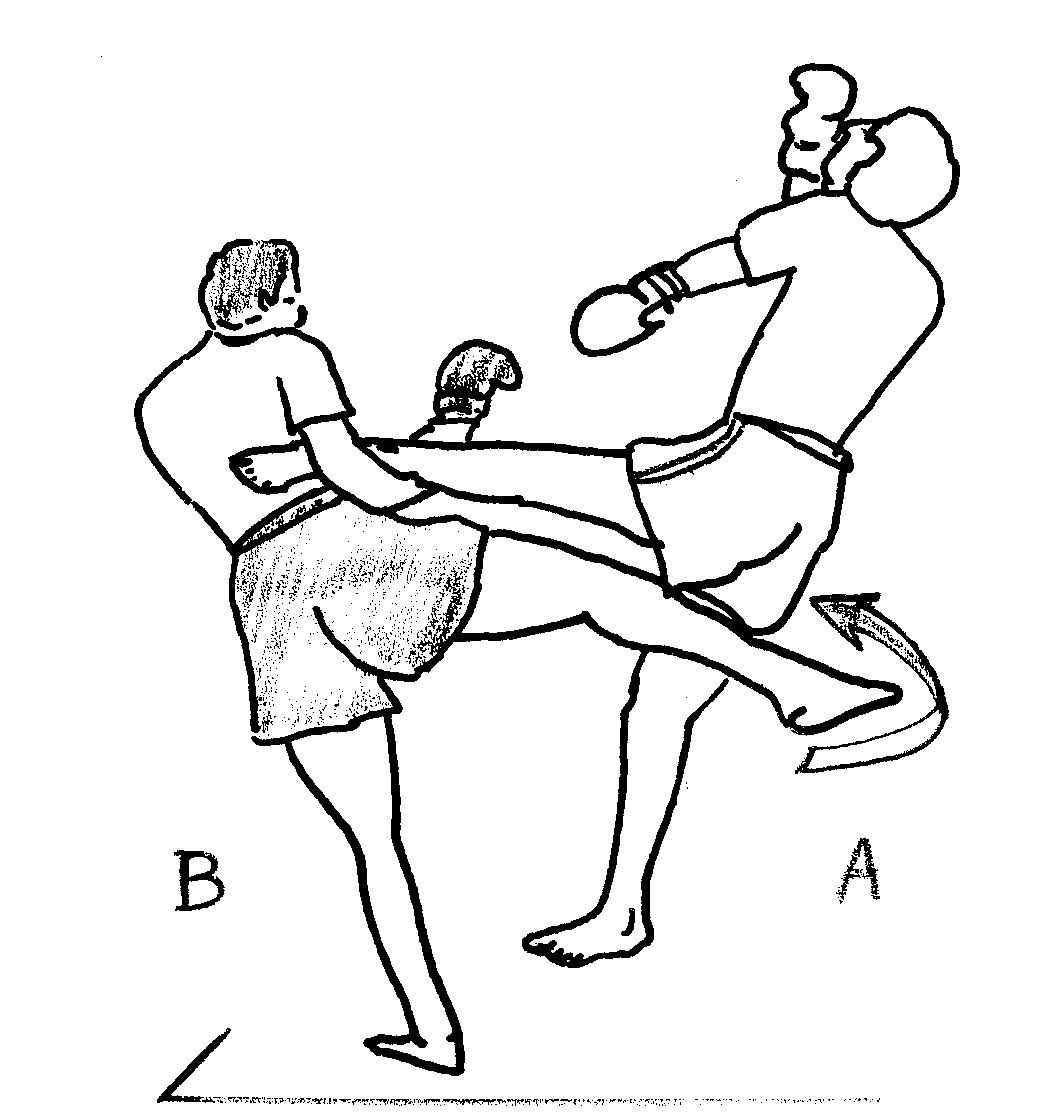
Après une saisie de jambe, riposte en circulaire sur la jambe d'appui
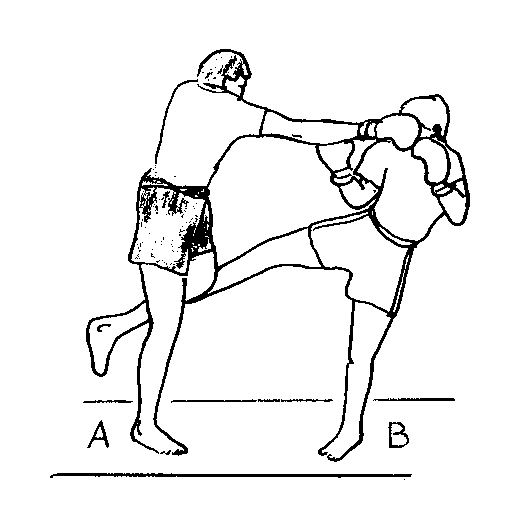
Coup de contre en poing sur une attaque en circulaire en ligne basse de flotaison
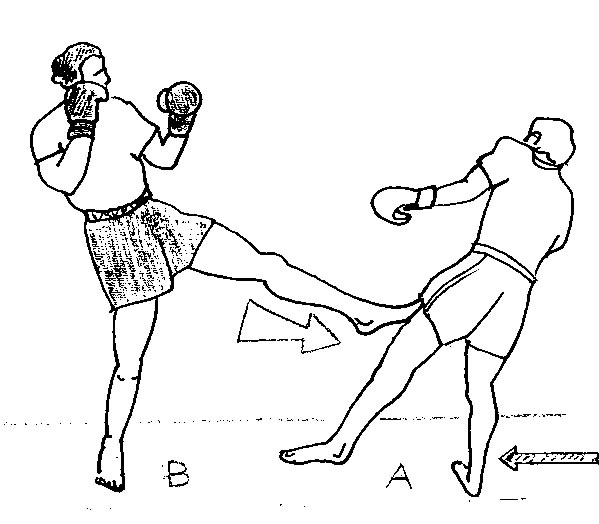
Front-kick d’arrêt sur la cuisse adverse
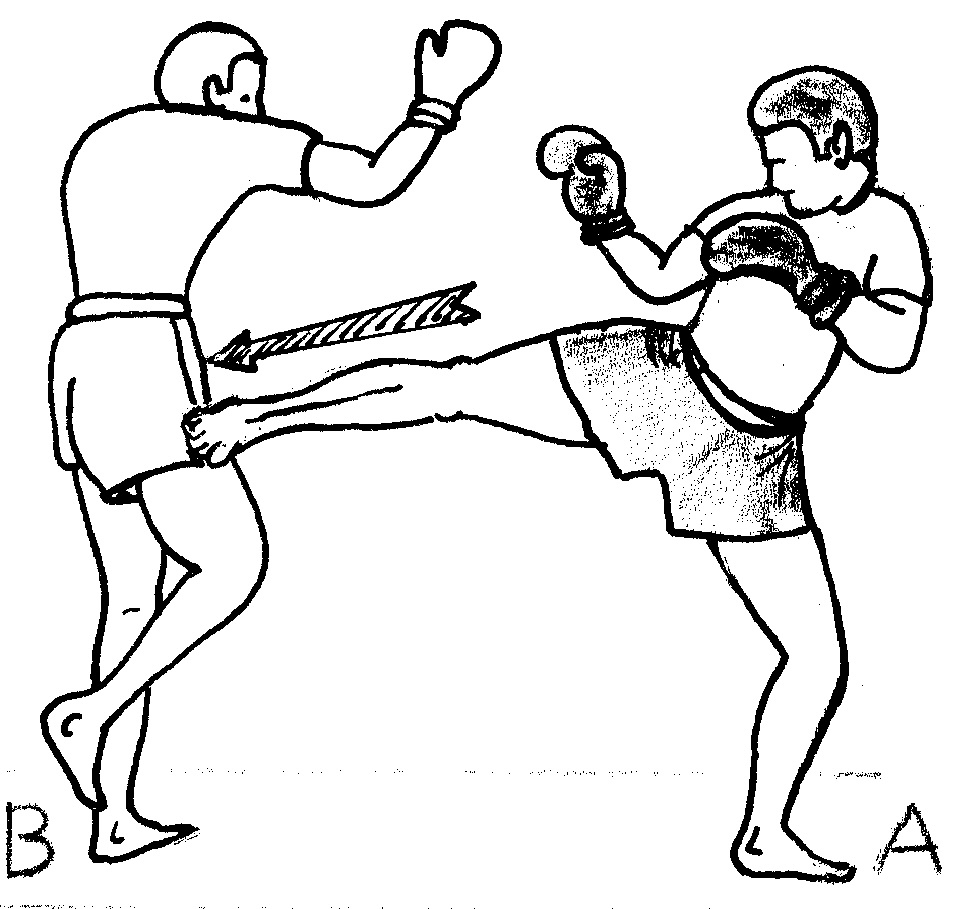
Side-kick en coup de contre slidée à 180

## Sources
- Alain Delmas, 1. Lexique de la boxe et des autres boxes (Document fédéral de formation d’entraîneur), Aix-en-Provence, 1981-2005 – 2. Lexique de combatique (Document fédéral de formation d’entraîneur), Toulouse, 1975-1980
- Gabrielle et Roland Habersetzer, Encyclopédie des arts martiaux de l’extrême orient, Éditions Amphora, 2000